# Luis Carlos Galán
Luis Carlos Galán Sarmiento (Bucaramanga, 29 de setembro de 1943 - Bogotá, 18 de agosto de 1989) foi um advogado, economista, jornalista e político colombiano, candidato a Presidência da Colômbia em 1982 pelo Novo Liberalismo e em 1989 pelo Partido Liberal Colombiano.

## Vida política

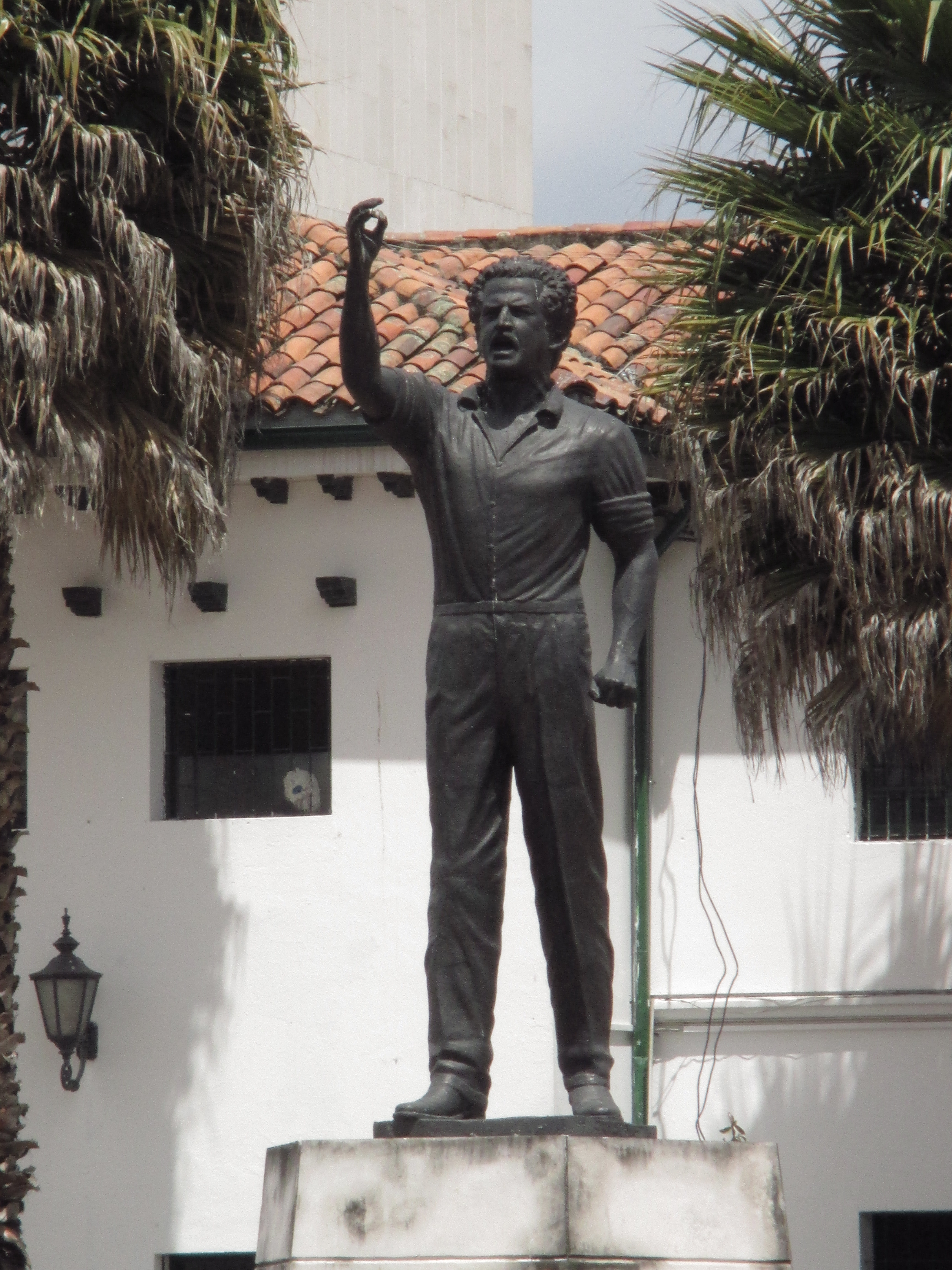
Estatua de Galán em Concejo de Bogotá.

Através do jornalismo tornou-se conhecido entre a classe política do país, sendo "adotado" pelo ex-presidente Carlos Lleras Restrepo como seu herdeiro político e intelectual. Lleras, ainda um presidente, nomeou Galán em sua primeira posição pública como membro da delegação colombiana na Conferência Mundial de Comércio e Desenvolvimento em Nova Deli em 1969. No ano seguinte, o novo presidente, Misael Pastrana, o nomeou como Ministro da Educação, cargo que ocupou até 1972, quando ele foi para a Embaixada da Colômbia na Itália.
Em 1976 voltou ao país para coordenar o jornal "Nueva Fronteira" do presidente Lleras Restrepo e apoiar a tentativa de reeleição deste. Foi eleito vereador do município de Oiba, Santander, onde começou sua carreira política e tornou-se publicamente conhecido (nesta cidade nasceu o fundador do Partido Liberal da Colômbia Vicente Azuero Plata). Nas eleições de 1978 obteve uma cadeira para o Senado para o departamento de Santander. Até então, Carlos Lleras anunciou sua aposentadoria da política e seus seguidores passaram a ver em Galan o líder que pode levar as ideias de renovação que Lleras teve em seu programa político para o país; assim, em 1979 ele funda o movimento Nuevo Liberalismo, como uma dissidência interna do Partido Liberal.
Em 1980 e sob o slogan "Bogotá pertence a todos os seus habitantes", ele obteve uma votação esmagadora para o conselho da capital, tornando-se um líder de estatura nacional. Em 1982 Galán participou da eleição para Presidente da República, Galán alcançando apenas o terceiro lugar, atrás do vencedor Belisario Betancur e do ex-Presidente López. Os resultados, no entanto, fortaleceram o Nuevo Liberalismo. Para as eleições de 1986, Galán decidiu desistiu da sua candidatura e favorecer a união liberal ao redor de Virgilio Barco, que foi o vencedor com uma grande maioria. Em 1987, com a mediação do ex-presidente Julio Cesar Turbay, Galán voltou ao Partido Liberal Colombiano (PLC) para participar de uma convenção que definiria o candidato do partido para as eleições de 1990 . Galán foi inspirado pelo modo de ser de Jorge Eliécer Gaitán, a quem sempre admirou por sua transparência e maneira direta de dizer as coisas.

## Assassinato

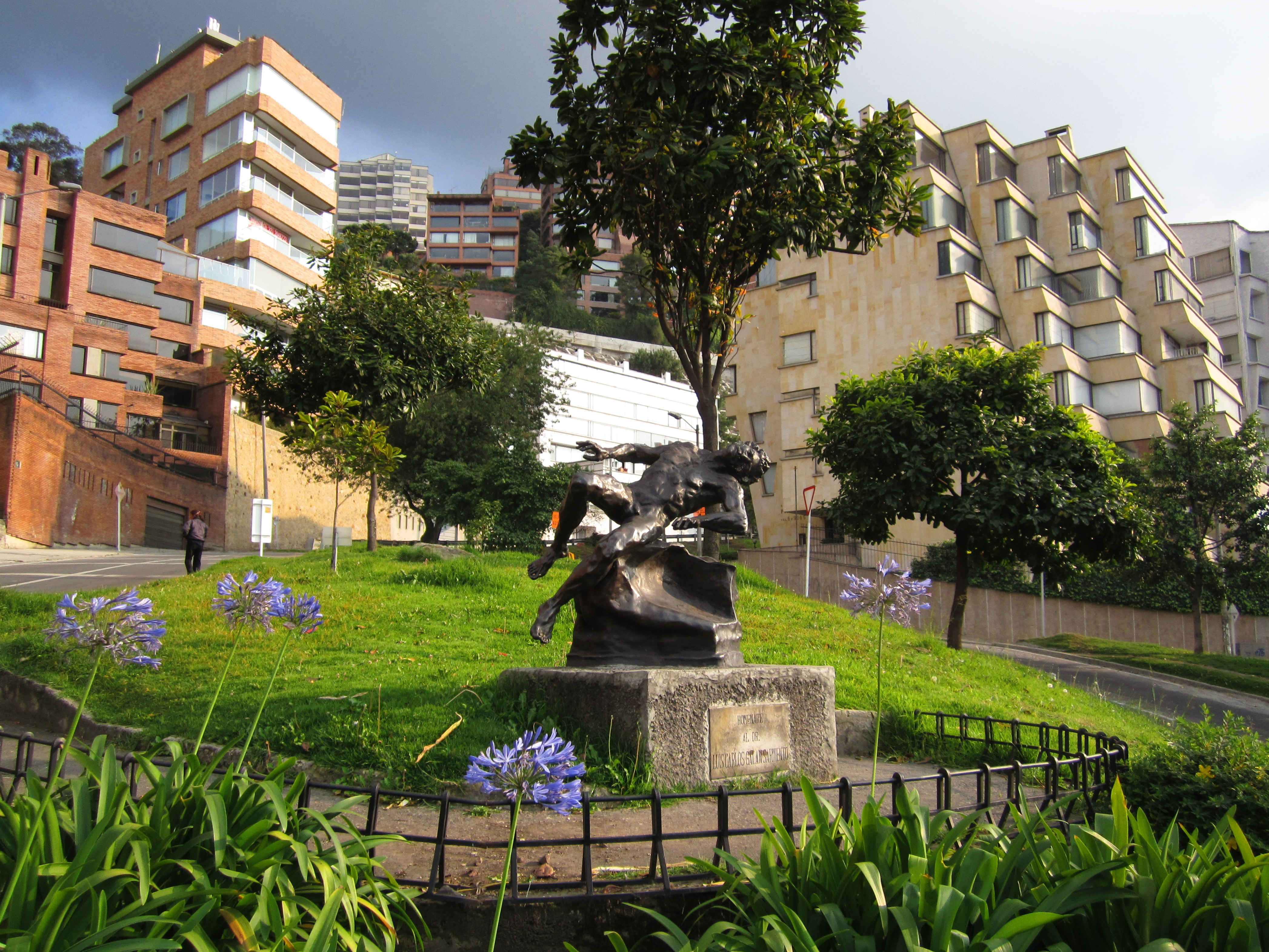
Monumento a Galán en Bogotá.

Depois de receber várias ameaças, um dia após a convenção Liberal em que Galan foi eleito o candidato do Partido Liberal, Galán saiu ileso de um ataque realizado em Medellín no dia 4 de Agosto 1989, quando estava prestes a dar uma palestra na Universidade de Antioquia. O ataque seria realizado com o auxilio de uma bazuca, isto não aconteceu graças à queixa de um cidadão que denunciou três homens suspeitos dentro de um carro. Um policial, imediatamente avisou Galán da tentativa de assassinato. O policial em questão seria morto por ordem do traficante Pablo Escobar no mesmo dia.
Galán foi morto após ser atingido por uma rajada de tiros no dia 18 de agosto de 1989, pouco antes de iniciar seu discurso no município de Soacha. Ele foi levado vivo e consciente ao hospital Kennedy, em Bogotá, onde morreu, apesar dos esforços médicos.
Neste ataque também morreu o vereador de Soacha, Julio César Peñalosa Sánchez, que estava ao lado direito de Galán na hora do ataque e que foi atingido por um tiro fatal na cabeça. Além disso, Santiago Cuervo, membro da escolta de Galán, também foi atingido, morrendo dias depois.
No momento de sua morte, todas as pesquisas registraram uma ampla vitória de Galán nas eleições presidenciais de 1990. César Gaviria, chefe da  campanha de Galán, foi designado seu sucessor e foi o vencedor das eleições.

### Autores do Assassinato
Galán foi assassinado por Jaime Eduardo Rueda Rocha e Henry de Jesús Pérez, como autores materiais, e Carlos Castaño Gil, Pablo Escobar, Gonzalo Rodríguez Gacha e Alberto Santofimio Botero, como autores intelectuais.

## Legado

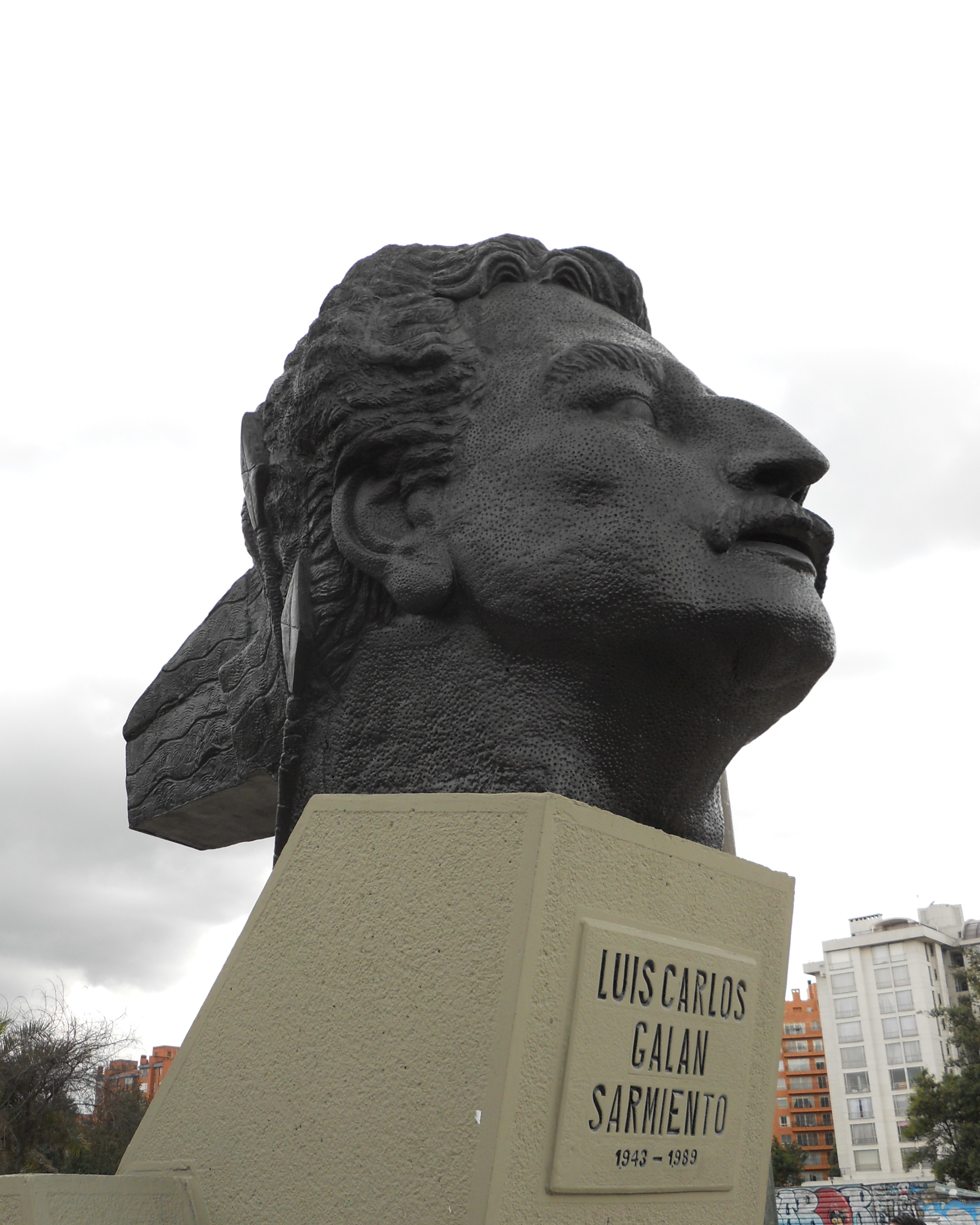
Busto de Galán em Bogotá.

Entre os velódromos, avenidas, praças de mercado e edifícios que levam o nome de Galán estão:
- Auditório Luis Carlos Galán Sarmiento na Faculdade de Saúde da Universidade de Santander de Bucaramanga.
- Auditorio Luis Carlos Galan Sarmiento na [Universidade Javeriana de Bogotá.
- Hospital Luis Carlos Galan Sarmiento em Soacha, Cundinamarca
- A "Cátedral Galán" da Universidad Javeriana, de Bogotá.
- Avenida Luis Carlos Galán em Sincelejo, Sucre.
- Barrio Luis Galán Sarmiento em Armênia, Quindío.
- Barrio Luis Carlos Galán em Cartagena, Bolívar.
- Barrio Luis Galán Sarmiento em Girardot, Cundinamarca.
- Barrio Luis Galán Sarmiento em Neiva, Huila.
- Barrio Luis Galán Sarmiento em Ibagué, Tolima.
- Bairro Luis Carlos Galán Sarmiento em Palmira, Valle del Cauca.
- Biblioteca Luis Carlos Galán Sarmiento na Universidade Autônoma de Bucaramanga.
- Colegio Luis Carlos Galán em Cartagena, Bolívar.

## Cultura popular
- Em 1999, foi interpretado por José Luis Paniagua em "Unidade de Investigação".
- Em 2012, ele foi interpretado por Nicolás Montero em "Escobar, el patrón del mal".
- Em 2013, ele foi interpretado por Walter Luengas em "Tres Caínes".